# Джоан де Бошан из Бедфорда
Джоан де Бошан (англ. Joan de Beauchamp; умерла незадолго до 1266/1267) — английская аристократка, дочь Симона III де Бошана и Изабеллы.

## Происхождение
Джоан происходила из рода Бошанов из Бедфорда, представители которого владели многочисленными поместьями в Бедфордшире и ряде других графств, а также были феодальными баронами Бедфорда и наследственными кастелянами Бедфордского замка. Ей дед, Уильям I де Бошан из Бедфорда Вторым браком женился на Иде де Лонжеспе, дочери Уильяма де Лонжеспе, 3-го графа Солсбери, породнившись с королевской семьёй, благодаря чему получал административные должности при королевском дворе. От двух браков у Уильяма родилось несколько сыновей и дочерей. Старший сын от первого брака умер рано, поэтому наследником владений стал Симон III, отец Джоан.

## Биография
Точный год рождения Джоан неизвестен. Она была единственной дочерью Симона III де Бошана и Изабеллы, происхождение которой не установлено. В 1256 году умер в Гаскони её отец. Поскольку в это время она была малолетней, то её опекуном был назначен Уильяма де Клер. При этом барония Бедфорд и все владения Бошанов её дед с разрешения короля в 1257 году передал Уильяму II де Бошану, младшему брату Симона III.
В 1262 году дядя Джоан, Роджер II де Моубрей отправил девочку к смотрителю Виндзорского замка. В том же году право выдать Джоан было предоставлено одному из сыновей Томаса I Савойского. В 1263 её должны были доставить королеве. Существуют утверждения, что Джоан выдали замуж за Джона Монселя, однако документальных свидетельств этого брака не существует. Кроме того, в это время Джон Монсель был служителем церкви, поэтому исследователи сомневаются в достоверности этих сведений. Кроме того, если бы Джоан была замужем, то этот факт всплыл бы при сложном разделе земель Бошанов.
Джоан умерла незадолго до 1266/1267 года. К тому моменту в августе 1265 года в битве при Ившеме погиб Джон де Бошан, брат её отца, который после смерти в 1262 году Уильяма II. Хотя Джоан, как дочь старшего из братьев Бошанов, де-юре была претенденткой на баронию Бедфорд, однако маловероятно, что она когда-то приносила оммаж за эти владения, тем более что они как земли мятежника были конфискованы и переданы принцу Эдуарду (будущему королю Эдуарду I).
Поскольку у Бошанов не осталось наследников по мужской линии, то после смерти Джоан претендентками на владения Бошанов стали 3 сестры её отца и их наследники. В итоге после разбирательств земли Бошанов были разделены следующим образом: треть получила старшая из сестёр, Матильда де Бошан, и её муж Роджер де Моубрей. Моубреям же досталось и управление Бедфордским замком. Вторая треть была разделена между Джоан, Идой и Элизабет Уэйк, дочерями следующей по старшенству сестры, Элы де Бошан, родившихся в браке с Болдуином Уэйком. Последняя треть досталась младшей сестре, Беатрис де Бошан, которая была замужем за Томасом Фиц-Отто.